# Heinrich Meibom (poeta)

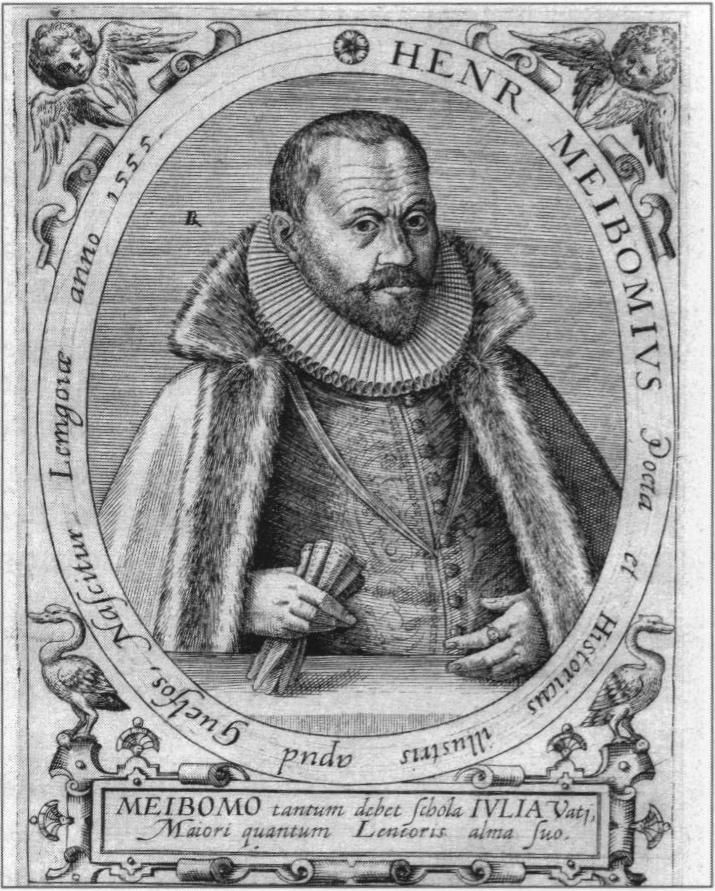
Heinrich Meibom der Ältere

Heinrich Meibom, detto Heinrich der Ältere (il Vecchio) (Lemgo, 4 dicembre 1555 – Helmstedt, 20 settembre 1625), è stato uno storico e poeta tedesco.

## Biografia
Heinrich Meibom, detto der Ältere (il Vecchio), è stato uno storico e poeta tedesco nato ad Alverdissen, (Lemgo Barntrup) in Vestfalia.
Ha tenuto la cattedra di storia e poesia all'Università di Helmstedt dal 1583 fino alla sua morte. Era uno scrittore di versi in latino (Parodiarum horatianarum libri III et sylvarum libri II, 1588); i suoi meriti in questo campo sono stati riconosciuti dall'imperatore Rodolfo II, che lo nobilita, ma la sua fama poggia sui suoi lavori che spiegano la storia medievale della Germania. La sua attività scientifica non si limita solo alla storia del Ducato di Brunswick-Lüneburg, ma verte di più sulla ricerca storica della Germania medievale.
La sua Opuscula historica ad res germanicas spectantia è stata curata e pubblicata nel 1660 da suo nipote, Heinrich Meibom (1638-1700), che fu professore di medicina e poi di storia e poesia a Helmstedt, che riprese il lavoro del nonno con le sue Rerum germanicarum scriptores (1688).
La nobiltà è stata confermata e rinnovata alla sua discendenza nel 1755 come Reichsadel (nobile dell'impero - nobiltà imperiale).